# Fodor Zoltán (műfordító)
Fodor Zoltán (1901-ig Friedmann Zoltán; Budapest, 1893. november 10. – Nossen, 1945. április 16.) műfordító, banki cégvezető.

## Életútja
Szülei Friedmann Adolf és Bródy Jetti Julianna. Felesége Fuchs Berta volt, akivel 1930. április 28-án kötött házasságot Budapesten. 1936. szeptember 14-én áttértek a római katolikus vallásra. Katonai rendfokozata tartalékos zászlós, a hazáért hősi halált halt. Kiadta és szerkesztette a Riport című lapot amelynek azonban csupán egyetlen száma jelent meg.

## Műfordításai
- Alexander Charles Ewald – A kétlábú (Az ősember regénye.), Darwin-könyvtár 3., a Darwin kiadóhivatala, Budapest, 1913[6]
- Ernst Haeckel – A természet és az ember, Dick Manó, Budapest, 1922

Főként a Légrády Testvérek Pesti Hírlap könyvek című ponyvasorozatának köteteit fordította.
- (Frederick Schiller Faust) Max Brand – A lova bolondja I-II., 301-302. kötet, 1933
- (James Beardsley Hendryx) J. B. Hendryx – A csodakutya I-II., 317-318. kötet, 1933[7]
- (Frederick Schiller Faust) Max Brand – A halálfejes bika I-II., 331-332. kötet, 1934
- (Clement Yore) Clem Yore – A csodaló I-II., 367-368. kötet, 1934
- (Frederick Schiller Faust) Max Brand – A helyettes csendbiztos I-II., 383-384. kötet, 1935
- (Johnston McCulley) J. M. Culley – A kegyetlen ostor I-II., 395-396. kötet, 1935
- (Frederick Schiller Faust) Max Brand – A hegyek királya I-II., 403-404. kötet, 1935
- Charles Alden Seltzer – Ahol nincs törvény I-II., 427-428. kötet, 1936
- Charles Alden Seltzer – A fölgyújtott szekér I-II.[46], 471-472. kötet, 1936
- (Johnston McCulley) J. M. Culley – Egy newyorki lány a vadnyugaton I-II., 483-484. kötet, 1937
- Charles Alden Seltzer – Ki az úr a tanyán? I-II., 499-500. kötet, 1937
- (Johnston McCulley) J. M. Culley – Menekülés I-II., 503-504. kötet, 1937
- (Hoffman Birney) H. Birney – Egy rejtélyes fiatalember[8] I-II., 533-534. kötet, 1938
- (George Bridge Rodney) G. B. Rodney – Kalandok a nagy szakadékban I-II., 553-554. kötet, 1938,
- Stuart Hardy – A rabló négy fia I-II., 567-568. kötet, 1938,
- Charles Alden Seltzer – A jóbarát bűne I-II., 577-578. kötet, 1938[9]
- (Robertson, Frank Chester) Robert Crane – A puszta réme I-II., 593-594. kötet, 1939,
- (Llewellyn Perry Holmes) L. P. Holmes – A puszta üldözöttje I-II., 597-598. kötet, 1939
- James Marshall – A revolver törvénye I-II., 601-602. kötet, 1939
- Stuart Hardy – Bajok Texasban I-II., 609-610. kötet, 1939